# Sinagoga de Uncastillo

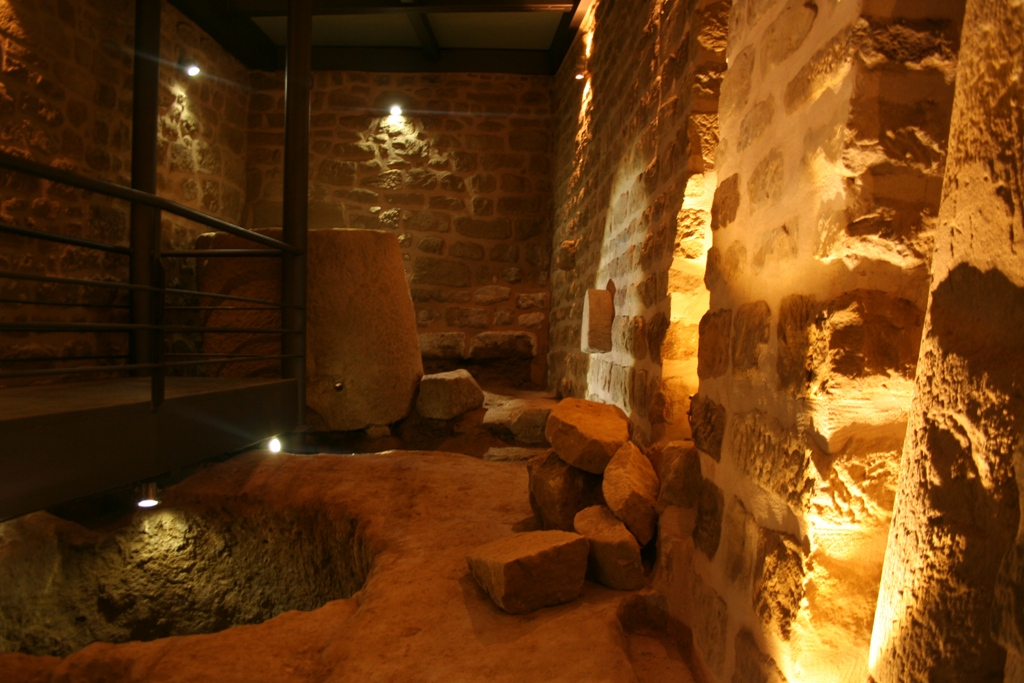
Sinagoga de Uncastillo

La sinagoga de Uncastillo, municipio de la provincia de Zaragoza en la comunidad autónoma española de Aragón, fue fundada en la segunda mitad del siglo XIII. 
La sinagoga, ubicada en la judería de la localidad, sirvió como lugar de culto a la comunidad judía en Uncastillo hasta la expulsión de los judíos españoles en 1492. Después de eso, se ubicó en el edificio el ayuntamiento de la localidad. Después de la construcción del nuevo ayuntamiento en el siglo XVI, el edificio se vendió a particulares que lo dividieron y amueblaron como apartamentos privados en él. 
Adquirida por la Fundación Uncastillo, las excavaciones arqueológicas en el siglo XXI permitieron redescubrir la sinagoga. Durante las excavaciones arqueológicas de 2004, se descubrieron los restos de una mikve en el sótano del edificio de la sinagoga. En octubre de 2011 se reabrió al público tras el proceso de excavación y restauración.

## Enlaces web
- La Judería en el sitio web del municipio de Uncastillo

- Datos: Q86661062